# Fresh Body Shop
Pour les articles homonymes, voir Pierre Rousseau et Rousseau.
Fresh Body Shop est un projet musical personnel (one-man band) créé en 2006 par le musicien français Pierre Rousseau, dit Pedro Rousseau.
Bien que le projet ait pris la forme d'un groupe pour donner des concerts, les morceaux sont écrits, enregistrés et produits par Pierre Rousseau. Fresh Body Shop s'est notamment produit sur la scène de L'Autre Canal (Nancy) lors du festival Ère Libre d'octobre 2010, regroupant les artistes très diffusés sous licences Creative Commons.

## Distribution
Pedro Rousseau a décidé dès le départ de diffuser la musique de Fresh Body Shop sous une licence libre de Creative Commons, pour devenir par la suite l'un des artistes français les plus diffusés par ce biais,, via la plateforme de streaming et de téléchargement Jamendo. Grâce à sa popularité sur Jamendo,, Fresh Body Shop a dépassé les 19 millions d'écoutes et le million de téléchargements en 2019. En septembre 2018, Fresh Body Shop est classé no 1 dans la section Best of indie artists de Jamendo, ainsi que dans les catégories pop et rock.

## Controverse avec Juan Pablo Jaramillo
En 2014, Pedro Rousseau réalise qu'une des chansons de Fresh Body Shop, Rainbow Stone, est utilisée comme jingle par le célèbre youtubeur colombien Juan Pablo Jaramillo. Pedro entreprend des démarches pour contacter le vidéaste web afin d'être crédité selon les critères imposés par la licence Creative Commons, sans succès. Il contacte alors la plateforme YouTube, qui décide de clore la chaîne du vidéaste pour infraction au copyright. Pedro et Juan Pablo finissent par entrer en contact, et s'arrangent amicalement afin que le morceau Rainbow Stone soit crédité sur toutes les vidéos du youtubeur, ce dernier ayant la possibilité d'utiliser le morceau grâcieusement pour toutes ses vidéos. Le morceau Rainbow Stone est désormais associé au Jaramishow par les fans du youtubeur.

## Bandes originales de films et séries
La musique de Fresh Body Shop est fréquemment utilisée dans des séries américaines.
| Morceau                | Série/Film                                                                                              |
| ---------------------- | --- |
| Draw the Circle        | Dexter (saison 7, épisode 6),                                                                           |
| Never End Up Like This | Zoo (saison 1, épisode 3)                                                                               |
| Kids in Toyland        | The Fosters (saison 2, épisode 14),                                                                     |
| White Silk Toga        | Shameless (saison 8, épisode 2), Walker (saison 1, épisode 2)                                           |
| Bring Me Down          | Shameless Hall of Shame (saison 1, épisodes 5 et 6)                                                     |
| You've Got Time        | Grace and Frankie (saison 6, épisode 13)                                                                |
| Make it Out            | American Crime Story (saison 3, épisode 10)                                                             |
| Doctor X               | Charmed - streaming version (saison 3, épisode 5)                                                       |
| Sunday’s Dirt          | Charmed - streaming version (saison 4, épisode 1)                                                       |
| Wings                  | C'est quoi cette famille?! (film) (crédité sur l'album de la bande originale au nom de Pierre Rousseau) |

## Musique de bandes-annonces
Pedro Rousseau compose également pour des bandes-annonces. Il a collaboré avec Immediate Music sur les albums Frenzy et Fury, ainsi qu'avec Q-Factory sur les albums Industrial Rage et Pulses 2.